# Radinocera placodes
Radinocera placodes là một loài bướm đêm trong họ Noctuidae.